# 奥須磨公園
奥須磨公園（おくすまこうえん）は、兵庫県神戸市須磨区にある総合公園。

## 概要
神戸市が1969年（昭和44年）4月に開園した面積17.3haの総合公園。自然環境を活かした公園で入園料は無料、24時間入園可能。園内には遊具広場、芝生広場や小池、小川、バーベキューエリア、管理事務所がある。
神戸市内に18ある大規模公園の一つ。トンボやホタルの生息する小川、湿地や池など自然地形を利用した公園。

## 所在地
〒654-0133 兵庫県神戸市須磨区多井畑

## 施設
- 管理事務所
- 遊具広場（ブランコや鉄棒などの遊具）、ちびっこ広場、芝生広場[3]
- サクラの丘、トンボの小池、ホタルの小川、釣り場のある小松池
- バーベキューエリア（事前予約不要）
- 駐車場
  - 利用時間：9時から17時[3]
  - 収容台数：30台（料金無料）

## 交通
- 電車・バス
  - 神戸市営地下鉄 妙法寺駅から徒歩約15分
  - 神戸市営地下鉄 妙法寺駅から神戸市バス88系統・89系統「奥須磨公園前」すぐ
  - 神戸市営地下鉄 名谷駅から神戸市バス74系統「奥須磨公園前」すぐ
  - JR西日本山陽本線須磨駅・山陽電鉄山陽須磨駅から神戸市バス71・72系統「奥須磨公園前」すぐ
- 自動車
  - 阪神高速3号神戸線月見山出入口から北西約10分

## 関連文献
- 大規模公園ビジョン神戸市